# Il mio migliore incubo!
Il mio migliore incubo! (Mon pire cauchemar) è un film del 2011 diretto da Anne Fontaine.
Il film è stato presentato fuori concorso al Festival Internazionale del Film di Roma nel 2011.

## Trama
Agathe e suo marito François sono una sofisticata coppia di mezza età che vive con il figlio in un appartamento di lusso, mentre Patrick vive di espedienti con suo figlio dentro ad un furgone. I figli sono compagni di scuola e li faranno incontrare dando luogo a situazioni divertenti nonostante le differenze sociali. L'estroso Patrick conquisterà l'acida Agathe mentre François incontrerà la vivace Julie che gli farà riscoprire la gioia di vivere.